# Max Woosnam
Maxwell "Max" Woosnam (Liverpool, Regne Unit de la Gran Bretanya i Irlanda, 6 de setembre de 1892 − Westminster, Gran Londres, Regne Unit, 14 de juliol de 1965) fou un esportista britànic reconegut com un dels esportistes més importants de la història del Regne Unit degut als diversos èxits aconseguits durant la seva carrera. Entre aquests assoliments destaquen les dues medalles olímpiques aconseguides a Anvers l'any 1920 en tennis i el títol a Wimbledon en categoria de dobles. També va practicar altres esports com el snooker, cricket i futbol, sent capità del Manchester City FC i de la selecció de futbol d'Anglaterra.

## Biografia
Woosnam va néixer en el si d'una família rica de Liverpool, fill de Maxwell, clergue que serví com a canonge a Chester i Macclesfield. Passà gran part de la seva infància a Aberhafesb i assistí al Winchester College, on fou capità dels equips de golf i cricket, i practicà futbol i esquaix. Posteriorment s'incorporà a la Universitat de Cambridge repetint en futbol, cricket i golf, i s'inicià en el tennis i el real tennis. Finalitzada la seva etapa universitària va iniciar la seva carrera futbolística amateur al Corinthian Football Club londinenc.

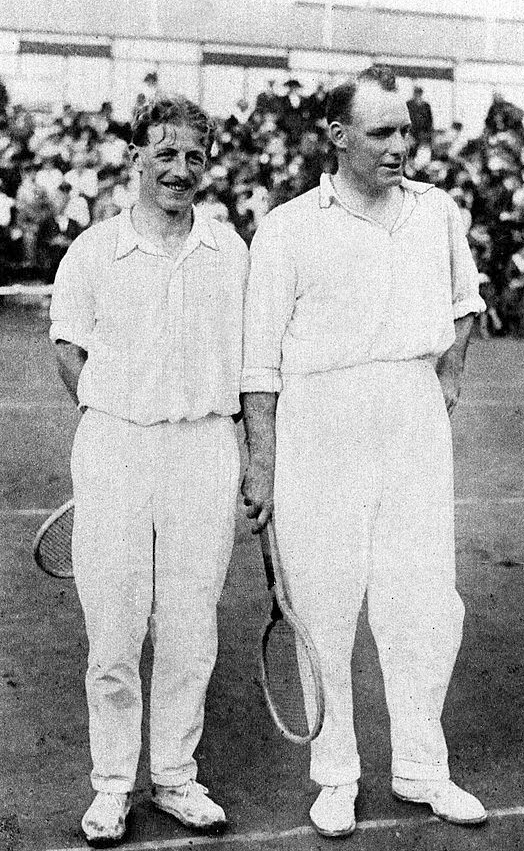
Max Woosnam (esquerra) i Noel Turnbull en els Jocs Olímpics de 1920

Mentre estaven de camí al Brasil per iniciar una gira futbolística internacional amb el Corinthian FC va esclatar de la Primera Guerra Mundial. L'expedició va decidir cancel·lar la gira per tornar al seu país i incorporar-se a l'exèrcit britànic. Woosnam va formar part del Front occidental en la Batalla de Gal·lípoli. Durant aquest període també participà en diversos esdeveniments esportius.
Finalitzada la guerra, Woosnam va continuar amb la seva carrera esportiva amateur participant en diversos esdeveniments esportius. Va seguir dividint els seus esforços en diversos esports, bàsicament el tennis i el futbol, on capitanejà el Chelsea. Per primera vegada va disputar el torneig de Wimbledon amb una actuació destacada. A continuació es va traslladar a Manchester per jugar amb el Manchester City FC mantenint la seva condició d'amateur, ja que va declinar l'oportunitat d'esdevenir esportista professional. En pocs mesos fou escollit capità de l'equip per recomanació dels seus companys d'equip, un fet inusual tractant-se d'un jugador amateur entre companys professionals. El seu èxit li va permetre jugar amb la selecció anglesa de futbol, i fins i tot sent-ne el capità.
Fou escollit per participar en el Jocs Olímpics d'Anvers 1920 formant part de la selecció britànica de futbol, però ell va rebutjar la invitació perquè ja s'havia compromès per formar part de l'equip de tennis. Els seus èxits en el tennis foren molt destacats en el aquest any, ja que va guanyar el títol de Wimbledon en dobles, la medalla d'or en dobles masculins i la medalla d'argent en dobles mixtos en els Jocs Olímpics, i va capitanejar i jugar en l'equip britànic de Copa Davis.
Posteriorment va començar a treballar en la indústria química, concretament per l'empresa Imperial Chemical Industries de Winnington (Northwich) sent nomenat per la junta més endavant. En aquesta època començà a jugar pel Northwich i en aquest equip acabà la seva carrera futbolística l'any 1926 a causa de les lesions i altres compromisos.
Woosnam va morir l'any 1965 per una parada respiratòria causada per haver estat un fumador empedreït. La seva vida fou recollida en el llibre All Round Genius – The Unknown Story of Britain's Greatest Sportsman, escrit per Mick Collins.

## Torneigs de Grand Slam

### Dobles: 1 (1−0)
| Resultat  | Núm. | Any  | Torneig                        | Parella         | Oponents                | Marcador      |
| --------- | ---- | ---- | ------------------------------ | --------------- | ----------------------- | ------------- |
| Guanyador | 1.   | 1921 | Wimbledon, Londres, Regne Unit | Randolph Lycett | Arthur Lowe Gordon Lowe | 6−3, 6−0, 7−5 |

### Dobles mixts: 1 (0−1)
| Resultat  | Núm. | Any  | Torneig                        | Parella         | Oponents                       | Marcador |
| --------- | ---- | ---- | ------------------------------ | --------------- | ------------------------------ | -------- |
| Finalista | 1.   | 1921 | Wimbledon, Londres, Regne Unit | Phillis Howkins | Elizabeth Ryan Randolph Lycett | 3−6, 1−6 |

## Jocs Olímpics

### Dobles masculins
| Any  | Campionat                      | Parella         | Oponents                        | Resultat           |
| ---- | ------------------------------ | --------------- | ------------------------------- | ------------------ |
| 1920 | Jocs Olímpics, Anvers, Bèlgica | Oswald Turnbull | Ichiya Kumagae Seiichiro Kashio | 6−2, 5−7, 7−5, 7−5 |

### Dobles mixts
| Any  | Campionat                      | Parella         | Oponents                    | Resultat |
| ---- | ------------------------------ | --------------- | --------------------------- | -------- |
| 1920 | Jocs Olímpics, Anvers, Bèlgica | Kathleen McKane | Suzanne Lenglen Max Décugis | 6−4, 6−2 |